# George Pattullo

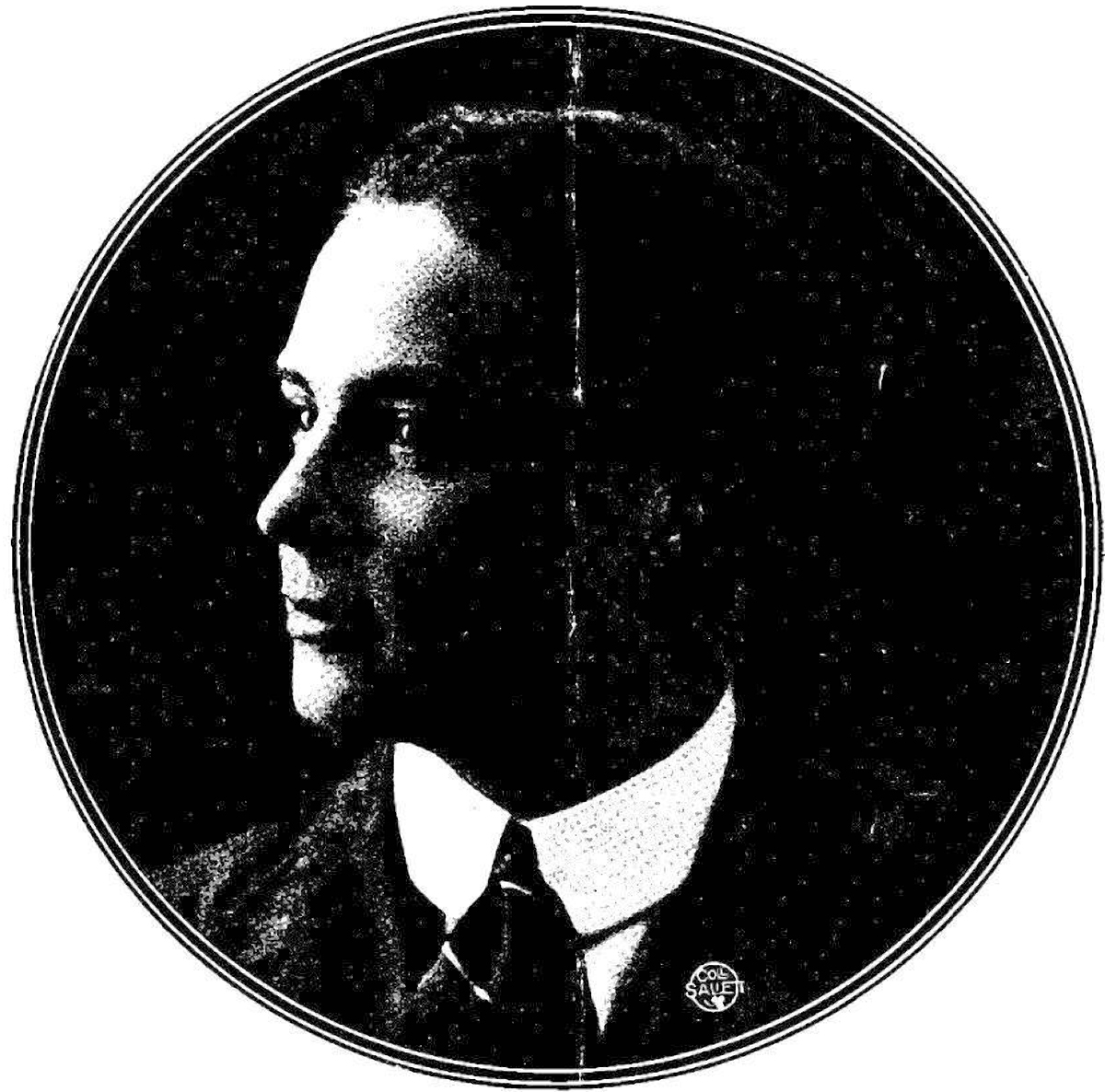
George Pattullo

George Simpson Drynan Pattullo (Glasgow, 4 november 1888 – Putney, 5 september 1953) was een Schots voetballer.

## Voetbal
Pattullo kwam aan het begin van de twintigste eeuw naar Barcelona voor de handel in steenkool. Hij speelde tennis bij Real Club. Pattullo won in 1910 de Garriga Cup en was eveneens succesvol in het dubbelspel samen met Ernest Witty, de broer van FC Barcelona-president Arthur Witty.
Hij kwam als voetballer onder de aandacht van FC Barcelona toen hij deelnam aan een voetbalwedstrijd tussen Britse expats en een universiteitsteam. Pattullo speelde de eerste wedstrijd als doelman, waarna hij in de tweede helft als spits vijf doelpunten maakte. Hij debuteerde op 24 september 1910 voor Barça met een doelpunt tegen Espanyol. Als aanvaller won Pattullo met FC Barcelona de Campionat de Catalunya van het seizoen 1910-1911. Hij zou dat seizoen in twintig wedstrijd 41 doelpunten maken. Tijdens de opkomst van het profvoetbal in Spanje bleef Pattullo een overtuigd amateur, in tegenstelling tot enkele Britse ploeggenoten die naar het profteam van Espanyol overstapte. In 1912 had Pattullo een belangrijk aandeel in een 3-2 overwinning op Espanyol in de halve finales van de Copa de los Pirineos met twee doelpunten en een toegekende strafschop na een overtreding op hem. Hij maakte deel uit van een elftal met onder meer Manuel Amechazurra, Alexander Steel en Walter Rositzky. In de finale werd gewonnen van Stade Bordelais Université Club.
In 1930 keerde Pattullo kortdurend terug in het Spaanse voetbal als trainer van Club Baleares.

## Eerste Wereldoorlog
Pattullo vocht tijdens de Eerste Wereldoorlog in de Tyneside Scottish Brigade. Hij ontving het Military Cross voor getoonde dapperheid in de Slag om de Somme. Ten gevolge van mosterdgas had Pattullo chronische luchtwegproblemen in zijn leven na de oorlog.